# Felino (Italia)
Felino (Flén in dialetto parmigiano) è un comune italiano di 9 201 abitanti della provincia di Parma in Emilia-Romagna, a circa 15 km dal capoluogo provinciale. Fa parte dell'Unione Pedemontana Parmense.

## Geografia fisica
Il territorio comunale si sviluppa quasi interamente in collina, a eccezione della porzione pianeggiante a nord e della fascia a ovest lungo il torrente Baganza, che segna il confine col comune di Sala Baganza. A est è bagnato dal torrente Cinghio, che nel primo tratto lo divide dal comune di Langhirano, mentre nella zona collinare è percorso dal rio Sant'Ilario, affluente del Baganza, e dal rio Silano, che si immette nel Cinghio. Il territorio è attraversato anche dall'antico canale del Vescovo, che, emissario sinistro del Baganza in territorio comunale di Terenzo, attraversando in tubazione l'alveo si immette sulla destra nel comune di Felino in località Ceretolo e successivamente bagna le frazioni di Poggio di Sant'Ilario Baganza e San Michele Gatti, prima di raggiungere il capoluogo e proseguire per Carignano.
Il comune partecipa alla gestione del parco naturale regionale dei Boschi di Carrega, fondato nel 1982.

## Origini del nome
L'etimologia del toponimo non è chiara. Secondo i principali studiosi, Felino deriverebbe dal latino figulinus (ossia "lavoratore della creta per vasi o laterizi"), in seguito contratto in figlinus, in riferimento all'antica presenza di fornaci per la produzione di mattoni e ceramiche; secondo altri il nome proverrebbe da Filinum, di origine prediale, da una gens romana assegnataria del territorio intorno al 190-183 a.C.; secondo altri ancora, il toponimo avrebbe origine dal greco phylàtto (ossia "custodisco"), in riferimento alla presunta esistenza in zona di un presidio bizantino.

## Storia

### Origini
Il territorio felinese risultava abitato già durante l'età del bronzo, come testimoniato dal rinvenimento di tracce e reperti di una terramara in località Monte Leoni, a Barbiano.
In epoca romana la zona era suddivisa in centurie; a tale periodo risalgono i resti di un'ampia villa, dotata di numerosi ambienti abitativi e agricoli e di una piccola fornace; il sito, risalente a un periodo compreso tra il I secolo a.C. e il IV secolo d.C., fu individuato nel 1981 durante alcuni lavori eseguiti nel quartiere artigianale del capoluogo.

### Medioevo
La più antica testimonianza certa dell'esistenza di un centro abitato a Felino risale al 948, quando il re d'Italia Lotario II concesse al conte di Parma Manfredo di Ugo i diritti sulla curtis Filinum e su altre quindici nel territorio.
Il castello difensivo a protezione del territorio fu tuttavia costruito solo in seguito; le prime informazioni certe della sua esistenza sono datate 1140, quando la badessa Agnese di Sant'Alessandro di Parma riuscì a far valere i diritti del monastero sulle cappelle di San Pietro e di San Cristoforo, poste l'una all'interno e l'altra all'esterno del fortilizio.
Nel 1186 il feudo di Felino, insieme alle terre di San Michele de' Gatti, Barbiano, Carignano e Paderno, fu assegnato dall'imperatore Federico Barbarossa al parmigiano Guido de' Ruggeri e ai suoi eredi, in segno di riconoscenza per la lealtà dimostrata.
Nel 1325 le truppe del signore di Milano Azzone Visconti, alleate dei Pallavicino, attaccarono il Parmense, saccheggiando numerosi borghi, tra cui Felino, che fu dato alle fiamme; si salvò il castello, difeso strenuamente da Bonaccorso de' Ruggeri.
Il 17 agosto 1345, in seguito alla vendita di Parma al marchese di Ferrara Obizzo III d'Este da parte dei da Correggio, le terre di Felino furono teatro di un'aspra battaglia tra le truppe del signore di Milano Luchino Visconti e quelle del governatore di Parma Francesco d'Este, conclusasi con la vittoria del secondo.
Grazie a un'abile politica matrimoniale portata avanti dai Rossi, che per due generazioni sposarono le tre discendenti della famiglia de' Ruggeri, nel 1346 il feudo di Felino, con le terre di San Michele de' Gatti, Barbiano, Carignano e Paderno, fu lasciato in eredità da Bonaccorso de' Ruggeri ai due generi Giacomo de' Rossi, conte di San Secondo, e Ugolino de' Rossi, cugino di questi.
Nel 1371, durante gli scontri tra Bernabò Visconti e Niccolò II d'Este, le milizie del primo, dirette da Pisa a Reggio sotto la guida di Anichino di Bongardo e Giovanni Acuto, saccheggiarono i borghi di Felino e Calestano.

Stemma dei Rossi.

Negli anni seguenti, le due figlie di Ugolino de' Rossi sposarono i cugini Rolando e Bertrando, rispettivamente figlio e nipote di Giacomo, il cui ramo riuscì così ad accentrare tutte le proprietà della famiglia sparse nel Parmense; Felino, in particolare, divenne pertinenza di Bertrando, al quale nel 1368 Rodolfo Visconti concedette ampie esenzioni sul feudo e sulle sue pertinenze, riconfermate nel 1387 da Gian Galeazzo Visconti. A partire dal quel periodo Felino, grazie alla presenza di un fiorente mercato, accrebbe la sua importanza, tanto da divenire il centro più popoloso di tutti i possedimenti rossiani, nonché, grazie alla sua collocazione al centro dei domini della casata, per oltre un secolo la sede della cancelleria signorile.
Agli inizi del XV secolo il Parmense fu teatro di aspre lotte, che coinvolsero, ad alleanze talvolta alterne, tutte le principali famiglie del territorio. Nel 1403 i fratelli Giacomo e Pietro de' Rossi, eredi dei domini di famiglia, in vista di possibili scontri iniziarono a fortificare tutti i loro castelli e in modo particolare quelli di San Secondo e di Felino, il cui borgo, dopo un primo saccheggio per mano di Giacomo dalla Croce e Bartolomeo Gonzaga, alleati dei Terzi, fu depredato e dato alle fiamme dagli uomini del Gonzaga, di Guido Torelli e di Bonifacio da Valle. Nel maggio del 1404, in seguito all'ingresso a Parma di Ottobuono de' Terzi, Pietro de' Rossi scappò nel castello di Felino; in risposta, dopo breve tempo Ottobuono saccheggiò il centro felinese e altre terre rossiane, per poi tornare all'attacco del maniero nell'agosto dello stesso anno, ma senza successo. Felino e altre terre furono nuovamente saccheggiati dagli uomini del Terzi nel 1405. Nel 1408, nel tentativo di difendere il castello di Grondola nel Pontremolese, Pietro fu imprigionato dalle truppe del cardinale Ludovico Fieschi; non appena ne fu informato, Ottobuono ne approfittò per depredare ancora Felino e altre terre rossiane. Anche l'anno seguente il castello felinese, difeso dal vescovo Giacomo de' Rossi, fu assaltato dalle milizie del Terzi e del Fieschi, che devastarono il borgo. La situazione si calmò pochi mesi dopo, con l'uccisione di Ottobuono e la resa dei Terzi, mentre il marchese di Ferrara Niccolò III d'Este, alleato dei Rossi, divenne il nuovo Signore di Parma.
Nel 1420 Guido Torelli, per conto del duca di Milano Filippo Maria Visconti, con l'aiuto dei Pallavicino conquistò Cavriago, depredò Parma e numerosi borghi del Parmense e mosse verso Reggio, costringendo l'Estense a rinunciare a Parma pur di mantenere Reggio; il Duca restituì a Niccolò de' Terzi, il Guerriero le terre di famiglia perdute e, per evitare altri scontri, inviò alcuni armigeri a occupare Felino.
All'inizio del 1449 a Felino si combatté un'aspra battaglia tra le truppe di Pier Maria II de' Rossi e del duca di Milano Francesco Sforza, guidate dal fratello Alessandro, da una parte e quelle parmigiane, condotte da Jacopo Piccinino, dall'altra, che si concluse con una netta vittoria delle prime.
Tra il 1482 e il 1483, dopo la presa del potere a Milano da parte di Ludovico il Moro, il Parmense fu sconvolto dalla guerra dei Rossi, che contrappose lo Sforza, i Pallavicino, i Sanvitale e i Fieschi da una parte e i Rossi e i Torelli, finanziati dalla Repubblica di Venezia, dall'altra. Nel maggio del 1482, in risposta a una scorribanda rossiana nei sobborghi di Porta San Michele di Parma, un manipolo di parmigiani guidato da Zanone della Vella assaltò e depredò il centro di Felino. Il mese seguente, in reazione a una nuova incursione in città da parte degli uomini di Amuratte Torelli e Guido de' Rossi, figlio di Pier Maria, il borgo felinese fu devastato dalle truppe sforzesche, che razziarono e arsero numerosi edifici, ma dopo quattro giorni furono respinte con una sortita dal castello.
Il 1º settembre Pier Maria morì e il feudo di Felino, insieme a quelli di San Secondo, di Bardone, di Berceto, di Neviano de' Rossi e di Noceto, come da testamento del 1464 passarono a Guido. Dopo poco tempo il fratello Giovanni il "Diseredato" tentò di impadronirsi della fortificazione felinese, ma fu catturato e incarcerato nelle prigioni del castello, da cui fuggì durante la notte. Prese quindi il comando della guarnigione il fratello Giacomo, mentre Guido si spostò a San Secondo. Nelle settimane seguenti numerosi castelli caddero nelle mani nemiche, tanto da indurre il 12 ottobre Guido alla sottoscrizione della pace con Ludovico il Moro, che gli avrebbe consentito di mantenere parte delle sue terre, perdendo però San Secondo, Felino e Torrechiara.
Tuttavia, da un lato Giacomo si rifiutò di abbandonare il castello e dall'altro la guerra proseguì coi Pallavicino, perciò anche la fragile tregua tra Guido e Ludovico il Moro si ruppe nell'anno seguente. Il 7 maggio lo Sforza si spinse a Felino con quaranta squadre di armigeri e si accampò ai piedi del maniero; dopo alcuni giorni di bombardamenti, i capitani a presidio si arresero e aprirono le porte al Moro, che fece immediatamente demolire tutte le fortificazioni del castello, prima di spostarsi a Torrechiara. Guido fuggì dapprima a Genova e successivamente a Venezia; mentre la gran parte dei possedimenti rossiani fu suddivisa tra la Camera ducale, i Sanvitale, Gianfrancesco I Pallavicino e Pietro Francesco Visconti di Saliceto, gli importanti feudi di Felino, Torrechiara e San Secondo furono assegnati a Leone Sforza, figlio minore di Ludovico il Moro, che ne divenne amministratore. Alla morte del giovane, avvenuta nel 1496, i tre feudi passarono, per qualche tempo, alla duchessa Beatrice d'Este, sempre per donazione del marito Ludovico.

### Età moderna

Stemma dei Pallavicino

In seguito alla conquista del ducato di Milano da parte dei francesi nel 1499, il re Luigi XII investì Troilo I de' Rossi, figlio di Giovanni il "Diseredato", dei manieri di San Secondo, Felino e Torrechiara, ma il conte poté prendere possesso solo del primo; infatti, alcuni abitanti dei due feudi, fedeli a Filippo Maria de' Rossi, figlio di Guido, si opposero all'ingresso di Troilo e fu necessario l'intervento di Gian Giacomo Trivulzio, che in settembre si recò a Felino e Torrechiara in veste di luogotenente regio intimando ai castellani di consegnare le rocche al legittimo proprietario. Tuttavia, in ottobre, nonostante le proteste di Troilo, il re assegnò Felino e Torrechiara al maresciallo Pietro di Rohan, signore di Giè. L'anno seguente Filippo Maria, alleato dei veneziani e di Ludovico il Moro, quando quest'ultimo riuscì a rimpossessarsi di Milano, occupò con facilità i due manieri, approfittando dell'assenza del maresciallo. Tuttavia, dopo breve tempo i francesi rientrarono a Milano e Filippo Maria fuggì a Mantova; Luigi XII riassegnò i castelli di Felino e Torrechiara a Pietro di Rohan, che nel 1502 li alienò per 15 000 scudi al marchese Galeazzo I Pallavicino di Busseto.
Nel 1512 Filippo Maria pianificò di riconquistare i feudi di Felino, Torrechiara e Basilicanova, ma fu costretto a desistere; l'anno seguente attaccò ed espugnò il castello felinese, ma dopo soli quattro giorni il Pallavicino riuscì a rimpossessarsene.

Stemma degli Sforza di Santa Fiora

Nel 1545 la contessa di Santa Fiora Costanza Farnese acconsentì al matrimonio tra il figlio Sforza I Sforza e la marchesa Luisa Pallavicino, che portò in dote, tra gli altri, i feudi di Torrechiara e Felino.
Nel 1551, durante la guerra di Parma che oppose il duca di Parma Ottavio Farnese, appoggiato dal re di Francia Enrico II, e il papa Giulio III, aizzato dal governatore di Milano Ferrante I Gonzaga, alleato dell'imperatore del Sacro Romano Impero Carlo V d'Asburgo, il Gonzaga conquistò temporaneamente i due manieri sforzeschi.
Nel 1600 il cardinale Francesco Sforza alienò il feudo di Felino al conte Cosimo Masi; tuttavia, nel 1612 il figlio Giovan Battista fu arrestato e giustiziato, insieme a numerosi altri nobili del Parmense, con l'accusa di aver partecipato alla presunta congiura dei feudatari ai danni del duca di Parma Ranuccio I Farnese, che confiscò tutti i loro beni.
Nel 1632 Odoardo I nominò conte di Felino il generale Girolamo Rho; alla sua morte, nel 1645 il Duca investì dei diritti sul feudo il ministro Giacomo Gaufridi, marchese di Castelguelfo, che li mantenne fino alla sua condanna a morte decretata da Ranuccio II Farnese nel 1650. Il Duca elevò quindi il feudo felinese da contea a marchesato e lo assegnò al segretario di Stato Pier Giorgio Lampugnani; alla scomparsa, nel 1762, dell'ultimo dei Lampugnani, Camillo, Felino ritornò alla Camera ducale.
Nel 1763 il duca Filippo di Borbone cedette i diritti di proprietà sul castello alla mensa vescovile della diocesi di Parma, in permuta con la contea dei Mezzani, mentre l'anno seguente assegnò i diritti feudali sul marchesato al primo ministro ducale Guillaume du Tillot, che li mantenne fino alla sua morte nel 1774; il 7 febbraio 1775 il feudo fu quindi definitivamente assorbito dalla Camera Ducale.

### Età contemporanea

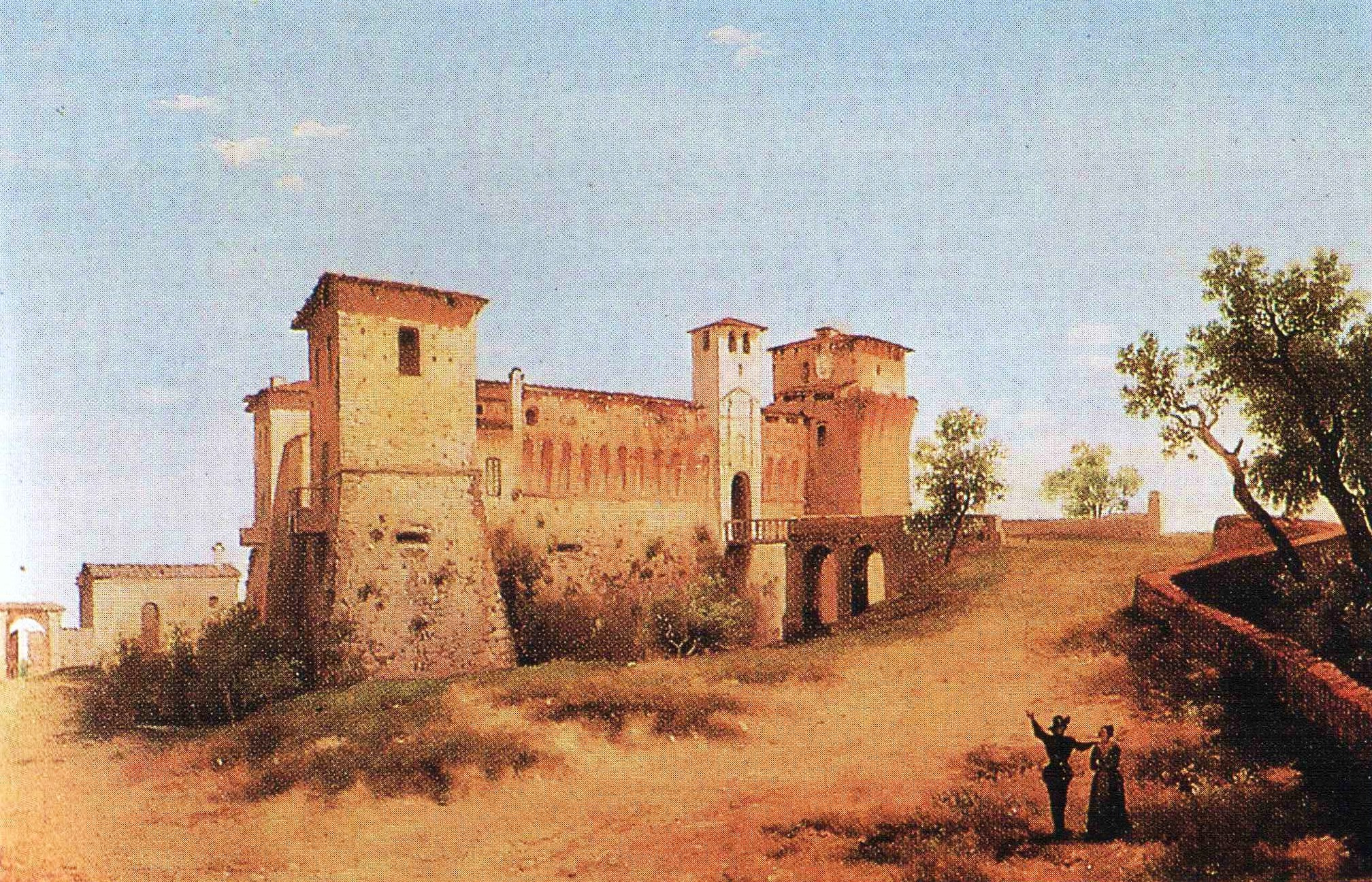
Alberto Pasini, Il castello di Felino, 1849, Museo Glauco Lombardi

Nel 1806, in epoca napoleonica, Felino divenne sede di comune (o mairie) e tra il 1808 e il 1814 fu annesso al dipartimento del Taro, insieme a gran parte dell'ex Ducato di Parma e Piacenza.
Dopo il Congresso di Vienna e la ricostituzione del ducato sotto il governo di Maria Luigia, il Comune di Felino fu amministrato per alcuni decenni da un podestà e un consiglio degli Anziani, fino al plebiscito di annessione al Regno di Sardegna del 1860 e alla proclamazione del Regno d'Italia dell'anno seguente.
Nel XX secolo il centro di Felino si sviluppò fortemente grazie all'insediamento nel territorio comunale e nei dintorni di numerosi stabilimenti industriali, molti dei quali legati alla produzione di insaccati, tra cui soprattutto il salame omonimo e il prosciutto di Parma.

### Simboli

Stemma del Comune

Lo stemma del Comune di Felino è stato concesso con decreto del presidente della Repubblica del 2 marzo 2007.
Il gonfalone è un drappo partito di rosso e di azzurro.
In precedenza era in uso uno stemma più complesso: troncato: nel 1°, ritroncato a) d'argento, alla banda bigliettata in fascia di nero e d'argento; b) bigliettato di rosso e d'argento su tre file orizzontali 2, 1; nel 2° d'azzurro, al leone d'argento, lampassato di rosso, tenente con la branca destra una rosa di rosso, bottonata d'oro, stelata e fogliata di verde, addestrato da una torre di rosso, munita di due merli alla ghibellina, aperta del campo, finestrata di nero. In questo emblema erano presenti elementi ripresi dai blasoni delle famiglie degli antichi feudatari: lo scaccato rosso e argento derivava dai Pallavicino, mentre il leone d'oro con la rosa rossa dagli Sforza di Santa Fiora; la torre rossa avrebbe dovuto alludere al feudo dei Rossi di San Secondo, mentre la banda di nero e argento potrebbe essere stata ripresa dalle armi di Guillaume du Tillot oppure dallo stemma della famiglia Lampugnani, che però recava la banda scaccata di argento e di azzurro.

## Monumenti e luoghi d'interesse

### Architetture religiose
- Chiesa della Purificazione della Beata Vergine Maria.[66]
- Chiesa di Sant'Ilario a Sant'Ilario Baganza.[66]
- Pieve di Sant'Antonino a Barbiano.[66]
- Chiesa di San Michele a San Michele Tiorre.[66]
- Chiesa di San Michele a San Michele Gatti.[66]
- Chiesa di San Giacomo a Cevola.[67]
- Oratorio di San Rocco a Casale di Felino.[66]

### Architetture militari

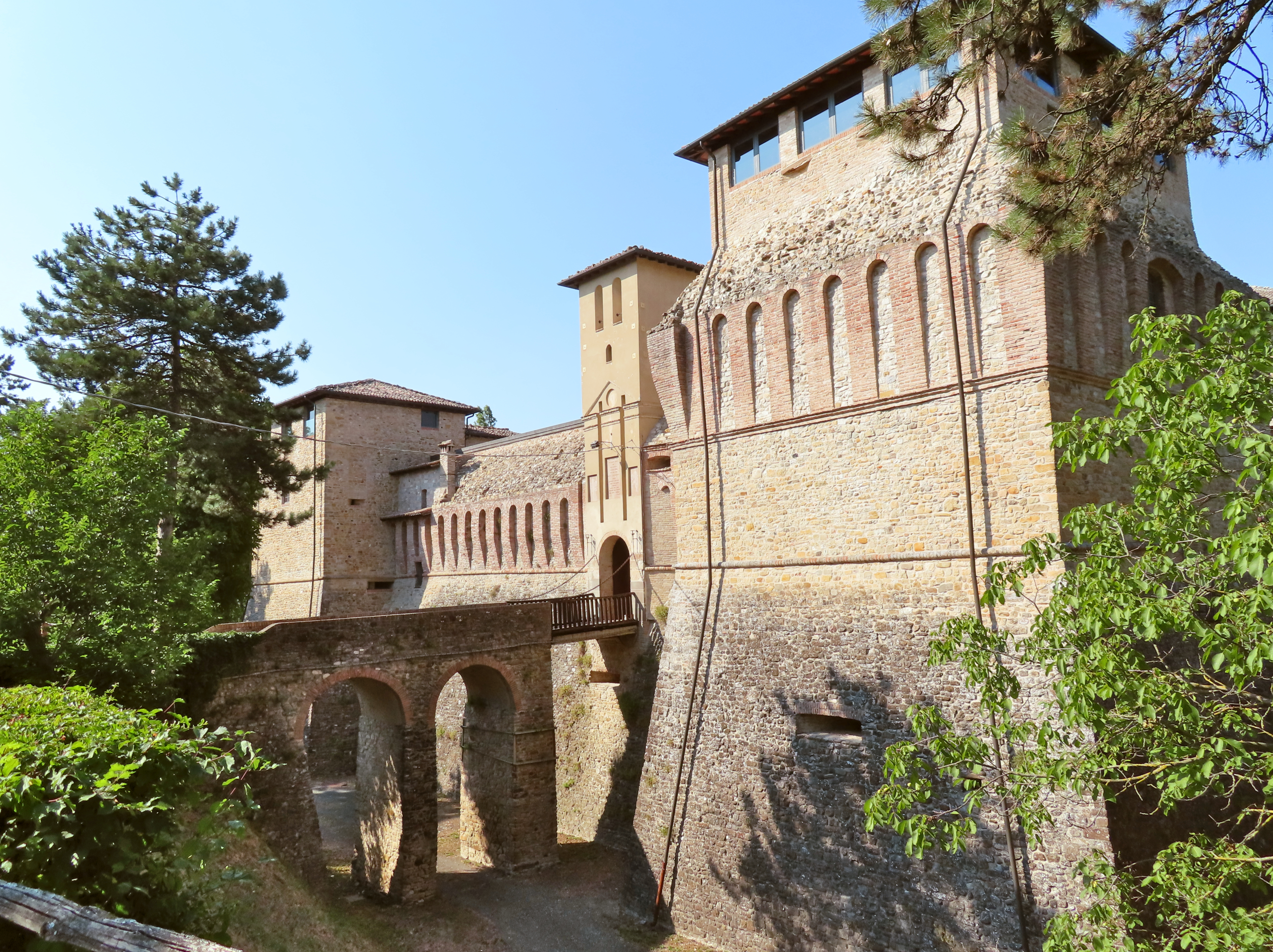
Castello

- Castello di Felino, al cui interno è presente il Museo del salame di Felino.[68]

### Architetture civili
- Villa Caumont Caimi.[69]
- Villa Branchi.[69]
- Villa Gambara.[69]
- Antichi resti di una villa rustica romana individuati nel 1981.[11]
- Villa Ceci e villa Monguidi a San Michele Gatti.[69]
- Villa Adorni Mattioli e villa Fochi al Poggio di Sant'Ilario Baganza.[70]

### Altre aree
- Giardino di Arianna a San Michele Gatti. Inoltre vi sono vari percorsi in cui è possibile svolgere attività motorie all'aperto.[71][72]

## Società

### Evoluzione demografica
Abitanti censiti

### Etnie e minoranze straniere
Al 1 gennaio 2023 la popolazione straniera a Felino era pari a 1200, ovvero all'11,5% dei residenti.

## Cultura

### Eventi
- Estate felinese: fiera d'agosto, occasione di ritrovo e festa, degustazione e ballo, attività sportiva e ricreativa, curata da un apposito comitato.
- Durante il periodo estivo nelle varie frazioni, come Poggio di Sant'Ilario Baganza vengono organizzati vari eventi, come la classica tortellata di san Giovanni, la sera del 23 giugno. Ciò avviene anche durante il periodo autunnale con le castagnate.[75]
- Durante il mese di dicembre, nel weekend precedente la festività di Santa Lucia o il giorno 8 dicembre, per le vie del paese vi è il caratteristico "mercatino di Santa Lucia".[76]

## Economia
Felino è sede di numerose piccole e medie aziende in campo agro-alimentare tra cui la nota produzione del salame Felino e del prosciutto di Parma. Nella frazione del Poggio di Sant'Ilario Baganza è presente lo stabilimento Citterio.
Nelle frazioni emergono maggiormente le aziende agricole spesso a conduzione familiare.

## Infrastrutture e trasporti
Tra il 1910 e il 1954 Felino fu servita dalla tranvia Parma-Marzolara, della quale in molti paesi sono ancora presenti le stazioni.
Attualmente dalla piazza del capoluogo partono autobus per Parma. Inoltre vi transitano le linee che collegano il paese alle frazioni di San Michele Tiorre, Casale, San Michele Gatti e Poggio di Sant'Ilario Baganza; quest'ultima ha come capolinea il confinante comune di Calestano.
I centri di Felino e Sala Baganza, divisi dal torrente Baganza,  tuttavia sono collegati attraverso il ponte della provinciale, mentre più a monte le rispettive frazioni di Poggio di Sant'Ilario e San Vitale Baganza sono unite dalla "Ponticella", un camminamento sopraelevato della lunghezza di 334 m costruito tra il 1914 e il 1922 e ristrutturato nel 2020.

## Amministrazione
I servizi comprendono un asilo nido comunale, l'istituto comprensivo che include due materne, due elementari e una media; un centro diurno anziani; un teatro cinema comunale; una sala civica, la sede municipale storica, la sede del SAI (Servizio Assistenza Intercomunale), la nuova sede della Polizia Municipale e la biblioteca comunale "Cesare Pavese", situate nel centro del capoluogo a pochi metri l'una dall'altra.
Di seguito è presentata una tabella relativa alle amministrazioni che si sono succedute in questo comune.
| Periodo           | Periodo           | Primo cittadino  | Partito                                                                       | Carica               | Note                        |
| ----------------- | ----------------- | ---------------- | ----------------------------------------------------------------------------- | -------------------- | --------------------------- |
| 7 ottobre 1985    | 6 luglio 1990     | Giordano Baldi   | Partito Comunista Italiano                                                    | Sindaco              | [ 81 ]                      |
| 19 luglio 1990    | 24 aprile 1995    | Giordano Baldi   | Partito Comunista Italiano-Partito Democratico della Sinistra                 | Sindaco              | [ 81 ]                      |
| 24 aprile 1995    | 14 giugno 1999    | Maurizio Tanzi   | Partito Democratico della Sinistra-Democratici di Sinistra                    | Sindaco              | [ 81 ]                      |
| 14 giugno 1999    | 14 giugno 2004    | Maurizio Tanzi   | Democratici di Sinistra                                                       | Sindaco              | [ 81 ]                      |
| 14 giugno 2004    | 8 giugno 2009     | Barbara Lori     | Democratici di Sinistra-Partito Democratico                                   | Sindaco              | [ 81 ]                      |
| 8 giugno 2009     | 26 maggio 2014    | Barbara Lori     | Partito Democratico                                                           | Sindaco              | [ 81 ]                      |
| 16 giugno 2014    | 14 settembre 2015 | Maurizio Bertani | Partito Democratico                                                           | Sindaco              | deceduto durante il mandato |
| 14 settembre 2015 | 5 giugno 2016     | Elisa Leoni      | lista civica di centro-sinistra "Insieme per Felino"                          | Vicesindaco reggente |                             |
| 6 giugno 2016     | 3 ottobre 2021    | Elisa Leoni      | lista di centro-sinistra "Insieme per Felino il centro sinistra"              | Sindaco              | [ 81 ]                      |
| 4 ottobre 2021    | in carica         | Filippo Casolari | lista civica e centro-destra "Impegno e Cambiamento Filippo Casolari sindaco" | Sindaco              |                             |

### Gemellaggi
- Cumières

## Sport
- Il 3 giugno 1991 la 9ª tappa del Giro d'Italia 1991 si è conclusa a Felino con la vittoria di Massimo Ghirotto.

A Felino sono presenti diverse strutture sportive: palestra e un campo da pallavolo annessi alla scuola media "Solari", centro sportivo con due campi da calcio e due campi da tennis, campo da calcio a San Michele Tiorre, campo da calcio e uno da pallavolo nella frazione di Barbiano, centro sportivo a San Michele Gatti con un campo da calcio, campo da calcio al Poggio di Sant'Ilario, in cui ha sede l'associazione calcistica dilettantistica Polisportiva Poggio.

### Esplicative
1. ↑  La curtis Felini nominata nel diploma dell'870 dell'imperatore del Sacro Romano Impero Ludovico II il Giovane, per lungo tempo confusa con Felino, è invece identificabile con Felina, nei pressi di Bismantova, così come la corte Felinis menzionata nell'890 nel diploma di conferma dei diritti al marchese Unrico, figlio di Suppone III, da parte del re d'Italia Berengario del Friuli.[13]

### Bibliografiche
1. 1 2   Bilancio demografico mensile anno 2025 (dati provvisori), su demo.istat.it, ISTAT.
2. ↑   Comune di Felino - Statuto (PDF), su dait.interno.gov.it. URL consultato il 18 febbraio 2020.
3. ↑   Classificazione sismica (XLS), su rischi.protezionecivile.gov.it.
4. ↑   Tabella dei gradi/giorno dei Comuni italiani raggruppati per Regione e Provincia (PDF), in Legge 26 agosto 1993, n. 412, allegato A, Agenzia nazionale per le nuove tecnologie, l'energia e lo sviluppo economico sostenibile, 1º marzo 2011,  p. 151. URL consultato il 25 aprile 2012 (archiviato dall'url originale il 1º gennaio 2017).
5. ↑  Guglielmo Capacchi, Dizionario Italiano-Parmigiano. Tomo II M-Z, Artegrafica Silva, pp. 895ss.
6. 1 2 3  Molossi, p. 128.
7. ↑  Molossi, pp. 128-129.
8. ↑  Masola, Panicieri, pp. 8-9.
9. ↑   Storia, arte e cultura, su parchidelducato.it. URL consultato il 30 marzo 2022.
10. 1 2  Mordacci, p. 13.
11. 1 2 3 4 5   Cenni storici, su comune.felino.pr.it. URL consultato il 15 marzo 2022.
12. ↑  Mordacci, p. 23.
13. 1 2 3  Mordacci, p. 30.
14. ↑  Affò, 1793, pp. 175-176.
15. ↑  Affò, 1793, pp. 281-282.
16. ↑  Mordacci, pp. 30, 33.
17. ↑  Affò, 1795, pp. 243-244.
18. ↑  Affò, 1795, p. 332.
19. ↑  Arcangeli, Gentile, p. 29.
20. 1 2  Pezzana, 1837, pp. 85-86.
21. ↑  Pezzana, 1837, pp. 95-96.
22. ↑  Arcangeli, Gentile, p. 31.
23. ↑  Arcangeli, Gentile, p. 40.
24. ↑  Arcangeli, Gentile, p. 46.
25. ↑  Mordacci, p. 45.
26. ↑  Pezzana, 1842, pp. 32-33.
27. ↑  Pezzana, 1842, p. 36.
28. ↑  Pezzana, 1842, p. 59.
29. ↑  Pezzana, 1842, p. 67.
30. ↑  Pezzana, 1842, p. 75.
31. ↑  Pezzana, 1842, p. 106.
32. ↑  Pezzana, 1842, p. 112.
33. ↑  Pezzana, 1842, pp. 112-115.
34. ↑  Pezzana, 1842, p. 127.
35. ↑  Pezzana, 1842, pp. 183-188.
36. ↑  Pezzana, 1842, p. 195.
37. ↑  Pezzana, 1842, pp. 719-720.
38. ↑  Pezzana, 1852, pp. 255-256.
39. ↑  Pezzana, 1852, p. 279.
40. ↑  Pezzana, 1852, p. 284.
41. ↑  Pezzana, 1852, p. 309.
42. ↑  Pezzana, 1852, p. 315.
43. ↑  Pezzana, 1852, pp. 319-321.
44. ↑  Pezzana, 1852, p. 336.
45. ↑  Pezzana, 1852, pp. 352-353.
46. ↑  Pezzana, 1852, p. 358.
47. ↑  Arcangeli, Gentile, p. 253.
48. ↑  Malaguzzi Valeri, p. 381.
49. ↑  Pezzana, 1859, p. 358.
50. ↑  Arcangeli, Gentile, pp. 267-269.
51. ↑  Pezzana, 1859, p. 414.
52. ↑  Arcangeli, Gentile, p. 270.
53. ↑  Pezzana, 1859, p. 415.
54. ↑  Angeli, p. 471.
55. ↑  Arcangeli, Gentile, p. 291.
56. 1 2   Castello Felino, su geo.regione.emilia-romagna.it. URL consultato il 18 marzo 2022 (archiviato dall'url originale il 31 marzo 2017).
57. ↑   Castello Torrechiara, su geo.regione.emilia-romagna.it. URL consultato il 18 marzo 2022 (archiviato dall'url originale il 31 marzo 2017).
58. ↑  Angeli, p. 577.
59. 1 2  Mordacci, p. 64.
60. ↑  Molossi, p. 127.
61. ↑  Molossi, pp. 127-128.
62. ↑  Molossi, p. 329.
63. ↑   Felino (Parma) D.P.R. 02.03.2007 concessione di stemma e gonfalone, su presidenza.governo.it. URL consultato il 19 settembre 2021.
64. ↑   Stemma del Comune di Felino, su Stemmi dei Comuni e delle Province dell'Emilia Romagna. URL consultato il 5 ottobre 2021.
65. ↑   Felino, su araldicacivica.it. URL consultato il 5 ottobre 2021.
66. 1 2 3 4 5 6   Chiese, su comune.felino.pr.it. URL consultato il 15 marzo 2022.
67. ↑   Felino - Chiesa di San Giacomo, su BeWeB - Beni Ecclesiastici in Web. URL consultato il 10 marzo 2022.
68. ↑   Il Castello di Felino, su comune.felino.pr.it. URL consultato il 15 marzo 2022.
69. 1 2 3 4   Ville storiche, su comune.felino.pr.it. URL consultato il 15 marzo 2022.
70. ↑   Pro Loco Felino - Home, su prolocofelino.it. URL consultato il 7 aprile 2022 (archiviato dall'url originale il 12 maggio 2023).
71. ↑   Parchi Felino (PR), su parchi.tuttosuitalia.com. URL consultato il 13 marzo 2022.
72. ↑   Percorsi naturalistici, su comune.felino.pr.it. URL consultato il 13 marzo 2022.
73. ↑  Dati tratti da:
  -  Popolazione residente dei comuni. Censimenti dal 1861 al 1991 (PDF), su ebiblio.istat.it, ISTAT.
  -  Popolazione residente per territorio – serie storica, su esploradati.censimentopopolazione.istat.it.
Nota bene: il dato del 2021 si riferisce al dato del censimento permanente al 31 dicembre di quell'anno.
74. ↑   Popolazione straniera residente, su demo.istat.it.
75. ↑   XIII Festa del Poggio, su comune.felino.pr.it. URL consultato il 10 marzo 2022.
76. ↑   Mercato di Santa Lucia a Felino, su comune.felino.pr.it. URL consultato il 14 marzo 2022.
77. ↑   Aziende Agricole a Felino | Pagine Gialle, su paginegialle.it. URL consultato il 12 marzo 2022.
78. ↑   Orari Urbani, su Tep - Trasporti pubblici Parma. URL consultato il 12 marzo 2022.
79. ↑   La Ponticella: doppio intervento per il ponte pedonale di collegamento tra le frazioni di Poggio S. Ilario e S. Vitale Baganza, su ParmaToday. URL consultato il 17 marzo 2022.
80. ↑   IC FELINO » Scuole, su icfelino.edu.it. URL consultato il 10 marzo 2022.
81. 1 2 3 4 5 6 7  http://amministratori.interno.it/
82. ↑   Copia archiviata, su comune.felino.pr.it. URL consultato il 17 settembre 2015 (archiviato dall'url originale il 22 dicembre 2015).
83. ↑   Campo Sportivo Poggio Sant Ilario Baganza, Emilia-Romagna, su cumaps.net. URL consultato il 10 marzo 2022.